# فائق احمد
فائق احمد (ترکی آذربایجانی: Faiq Əhməd؛ زادهٔ ۱۹۸۲) هنرمند هنرهای تجسمی اهل جمهوری آذربایجان است. او با طرح‌های فراواقع‌گرایانه‌اش از فرش‌های مشرقی که با اغتشاشی بصری ترکیب شده‌اند، شناخته شده‌است.

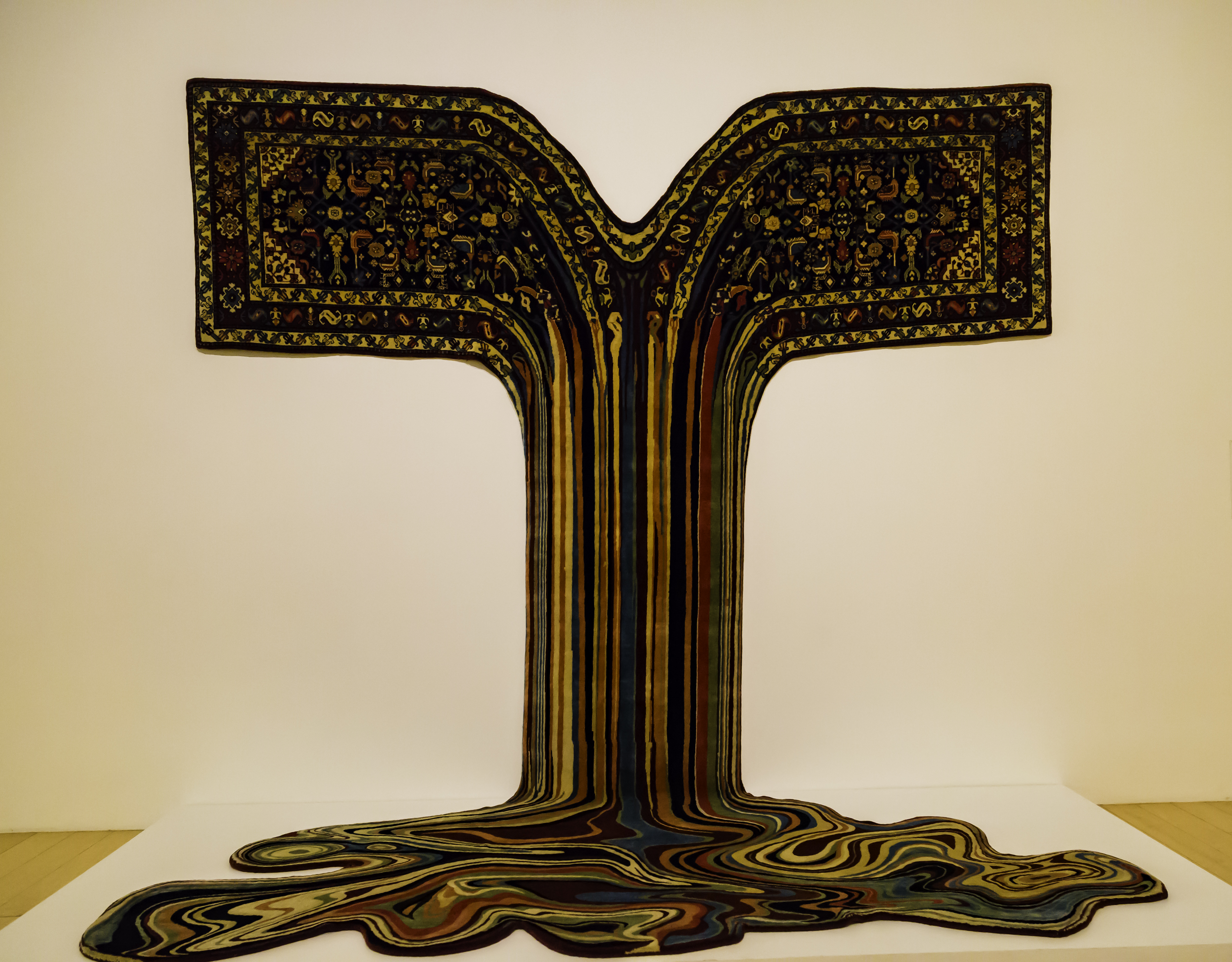
«اشو» از فائق احمد. در موزهٔ هنرهای معاصر لس‌آنجلس